# Iván Marino Ospina
Iván Marino Ospina, noto anche con lo pseudonimo di Ivan il Terribile (Roldanillo, 16 aprile 1940 – Cali, 28 agosto 1985), è stato un militare colombiano.

## Primi anni
Non si conosce molto dei primi anni di vita di Marino. Nacque in Valle del Cauca e studiò in un college ufficiale.

## Primo periodo da rivoluzionario
Ospina fu convinto che la rivoluzione in Colombia era possibile solo con la violenza. Poiché inizialmente il Forze Armate Rivoluzionarie della Colombia (FARC), diffidavano di lui, riuscì ad entrare nelle sue file solamente nel 1966, ma fu poi accusato di essere un agente della CIA e cacciato. Successivamente, si unì alla lotta dei guerriglieri in Venezuela. Nel 1970 tornò in Colombia per fondare il gruppo M-19 assieme a Jaime Bateman Cayón, un amico del gruppo dei Communist Youth (Juventudes Comunistas, JUCO), anch'egli espulso da poco dal FARC. Ospina divenne il secondo uomo di comando del M-19. Pochi giorni dopo la sua promozione, venne arrestato a Cali e mandato a Bogotá dove fu sottoposto a continue torture nelle famose "Grotte di Sacromonte" al punto che tentò il suicidio. Sei mesi più tardi, travestito da maggiore dell'Esercito, fuggì e tornò al suo ruolo di vice comandante del gruppo.

## Leader del M-19
Bateman morì il 28 aprile 1983 in un incidente aereo, ed Ospina passò al comando del gruppo di guerriglieri. In quanto tale, fu a Madrid per i controversi incontri con il Presidente Belisario Betancur Cuartas, che nel 1984 portarono ad una tregua. Nel dicembre dello stesso anno, durante una riunione in Messico, fu protagonista di una tremenda gaffe: elogiò le minacce mafiose rivolte agli Americani residenti in Colombia. Questo errore tattico gli costò la leadership del gruppo M-19 e fu sostituito da Álvaro Fayad. Le sue posizioni, sempre vicine alla violenza, gli valsero il soprannome di "Ivan il terribile".

## Ritratto in televisione
Il personaggio di Ivan Torres nella serie TV Narcos è basata su Ospina. Viene descritto come un rivoluzionario naif, manipolato da Pablo Escobar affinché organizzasse l'assalto al Palazzo di Giustizia di Bogotà. Nella serie Ivan viene ucciso da Escobar dopo il raid.